# Bremenfly
Bremenfly GmbH  é uma companhia aérea sediada em Schönefeld, na Alemanha que tem  3 aeronaves e 8 destinos.